# Södra centrala USA

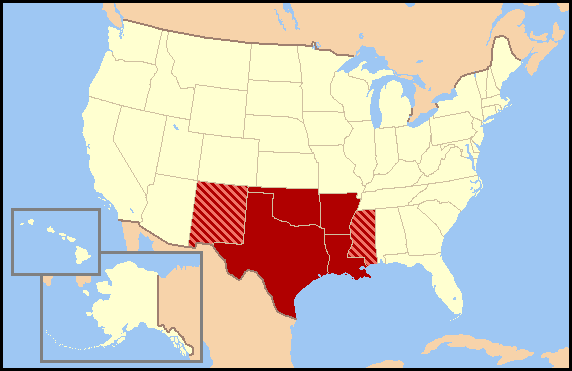
Karta med Arkansas, Louisiana, Oklahoma och Texas markerade i rött. New Mexico och Mississippi markerade med randigt mönster. Kansas och Missouri ligger norr om de rödmarkerade staterna.

Södra centrala USA (engelska: Southern Central USA) är en informell geografisk region i USA. Vanligen räknas delstaterna Arkansas, Louisiana, Oklahoma och Texas (vilka tillsammans utgör det av United States Census Bureau definierade området West South Central States) in. Ibland räknas även Kansas, Mississippi, Missouri och New Mexico in.